# Canton de Montsinéry-Tonnégrande
Canton de Montsinéry-Tonnégrande är ett arrondissement i Franska Guyana (Frankrike). Det ligger i den nordöstra delen av Franska Guyana, 22 km sydväst om huvudstaden Cayenne.